# Ajoíta
La ajoíta es un mineral de la clase de los filosilicatos. Fue descubierta en 1958 en una mina en las montañas de Ajo (Arizona), en los Estados Unidos, siendo nombrada así por esta localización.

## Características químicas
Es un aluminosilicato hidroxilado e hidratado de sodio y cobre. La estructura molecular es de filosilicato con anillos sencillos de tetraedros de sílice.
Además de los elementos de su fórmula, suele llevar como impurezas: hierro, manganeso y calcio.

## Formación y yacimientos
Se forma como mineral secundario en la zona de oxidación de yacimientos metálicos ricos en cobre.
Suele encontrarse asociado a otros minerales como: sillenita, cuarzo, papagoíta, duhamelita, creaseyita, shattuckita, conicalcita, moscovita o pirita.